# 鲁斯塔姆·赛义多夫
鲁斯塔姆·赛义多夫（1978年2月6日—），乌兹别克斯坦男子拳击运动员。他曾代表乌兹别克斯坦参加2000年和2004年夏季奥林匹克运动会拳击比赛，其中2000年奥运会获得一枚铜牌。